# Fuori di zucca
Fuori di zucca - Brividi, Tormenti e i soliti casini di un adolescente in crescita (titolo originale The Growing Pains of Adrian Mole) è un romanzo di Sue Townsend scritto nel 1984 ed è il proseguimento de Il diario segreto di Adrian Mole. In esso vengono narrate le vicende quotidiane di un ragazzo di quindici anni di nome Adrian Mole.

## Trama
In seguito ad un'operazione al naso, a Adrian s'ingrossa quest'ultima parte del corpo. Barry Kent, il prepotente compagno, è stato cacciato da scuola. Un dentista leva a Adrian un dente cariato e, in seguito ad una protesta della madre, il dentista ne mette a Adrian uno nuovo. In pratica, questo libro narra delle vicende dello sfortunato quindicenne, che tenta di diventare scrittore di libri famosi.
Queenie, la moglie di Bert muore in seguito a un ictus.

### Amori
(Adrian.)
Pandora lascia Adrian perché ossessionato da esperienze sessuali. Poi si rimettono insieme.

### Fratelli
Doreen Slater, l'ex amante del padre di Adrian, George, ha avuto un figlio, e proprio dal padre di Adrian. 
Dai genitori di Adrian nasce una nuova figlia, Rosie, che Lucas ritiene sua figlia, invece il padre è George.

## Serie
- Il diario segreto di Adrian Mole
- Il Grande Io

## Edizioni
Sue Townsend, Fuori di zucca, Traduzione di P. F. Paolini; collana: Lampi, 19, Sperling & Kupfer, 2006,  p. 271, ISBN 978-88-200-4129-8.